# Adenomus kelaartii
The Kelaart's Toad Adenomus kelaartii là một loài cóc trong họ Bufonidae. Chúng là loài đặc hữu của Sri Lanka, ở đó nó is distributed tới khu vực tây nam of the island at elevations khoảng 30 và 1,230 m.
Các môi trường sống tự nhiên của chúng là các khu rừng ẩm ướt đất thấp nhiệt đới hoặc cận nhiệt đới, các khu rừng vùng núi ẩm nhiệt đới hoặc cận nhiệt đới, sông, và đầm nước ngọt. Loài này đang bị đe dọa do mất nơi sống.